# Hottea
Hottea é um género botânico pertencente à família Myrtaceae.
1. ↑  «Hottea — World Flora Online». www.worldfloraonline.org. Consultado em 19 de agosto de 2020